# ラズヴァン・オネア
ラズヴァン・フィリップ・オネア（Răzvan Philippe Onea 、1998年5月19日 - ）は、フランス・パリ出身のプロサッカー選手。リーガI・FCラピド・ブカレスト所属。ポジションは、ディフェンダー（ライトバック）。

## クラブ歴
2019年夏、移籍金非公開の5年契約で1部リーグのポリテフニカ・ヤシに移籍した。8月31日、2-3で敗れたアウェーのガズ・メタン・メディアシュ戦でリーガIデビューを果たした。